# Dyskografia Hollywood Undead
Dyskografia amerykańskiej grupy rap rock Hollywood Undead składa się z pięciu albumów studyjnych, jednego albumu koncertowego, czterech EP-ek, dwudziestu dziewięciu singli oraz dwudziestu dwóch teledysków.

## Albumy

### Albumy studyjne
| 2008                                                                                      | Swan Songs - Data wydania: 2 września 2008 (US) - Wytwórnia: A&M/Octone, Polydor - Format: CD, dystrybucja cyfrowa, płyta winylowa | 22 | – | 8 | – | 90 | 85 | - Platynowa płyta |
| 2011                                                                                      | American Tragedy - Data wydania: 5 kwietnia 2011 (US) - Wytwórnia: A&M/Octone, Polydor - Format: CD, dystrybucja cyfrowa, winyl    | 4  | 2 | 2 | 5 | –  | 43 | - Złota płyta     |
| 2013                                                                                      | Notes From The Underground - Data wydania: 8 stycznia 2013 (US) - Wytwórnia: A&M/Octone, Polydor - Format: CD, dystrybucja cyfrowa | 2  | 1 | 1 | 1 | –  | 99 |                   |
| 2015                                                                                      | Day Of The Dead - Data wydania: 31 marca 2015 - Wytwórnia: Interscope - Format: CD, dystrybucja cyfrowa, winyl                     | 18 | 4 | 4 | 4 | –  | 34 |                   |
| 2017                                                                                      | Five - Data wydania: 27 października 2017 - Wytwórnia: MDDN Co. - Format: CD, dystrybucja cyfrowa, winyl                           | –  | – | – | – | –  | –  |                   |
| „–” oznacza że album nie znajdował się na liście lub nie został wydany na tym terytorium. | |    |   |   |   |    |    |                   |

### Albumy koncertowe
| Rok  | Album | Najwyższa pozycja na listach | Najwyższa pozycja na listach | Najwyższa pozycja na listach |
| Rok  | Album | US                           | US Alt.                      | US Rock                      |
| ---- | --- | ---------------------------- | ---------------------------- | ---------------------------- |
| 2009 | Desperate Measures - Data wydania: 10 listopada 2009 (US) - Wytwórnia: A&M/Octone - Format: CD, dystrybucja cyfrowa | 29                           | 8                            | 10                           |

### Albumy remiksowe
| Rok  | Album | Najwyższa pozycja na listach | Najwyższa pozycja na listach |
| Rok  | Album | US Dance                     | US Rock                      |
| ---- | --- | ---------------------------- | ---------------------------- |
| 2011 | American Tragedy Redux - Data wydania: 21 listopada 2011 (US) - Wytwórnia: A&M/Octone - Format: CD, dystrybucja cyfrowa | 9                            | 49                           |

### EP
| Rok                                                                                       | Album | Najwyższa pozycja na listach | Najwyższa pozycja na listach |
| Rok                                                                                       | Album | US                           | US Rock                      |
| ----------------------------------------------------------------------------------------- | --- | ---------------------------- | ---------------------------- |
| 2009                                                                                      | Swan Songs B-Sides EP - Data wydania: 23 czerwca 2009 - Wytwórnia: A&M/Octone - Format: Dystrybucja cyfrowa   | 124                          | 50                           |
| 2010                                                                                      | Swan Songs Rarities EP - Data wydania: 20 kwietnia 2010 - Wytwórnia: A&M/Octone - Format: Dystrybucja cyfrowa | –                            | –                            |
| 2010                                                                                      | Black Dahlia Remixes - Data wydania: 13 września 2010 - Wytwórnia: A&M/Octone - Format: Dystrybucja cyfrowa   | –                            | –                            |
| 2018                                                                                      | Psalms - Data wydania: 2 listopada 2018 - Wytwórnia: MDDN Co. - Format: Dystrybucja cyfrowa                   | –                            | –                            |
| „–” oznacza że album nie znajdował się na liście lub nie został wydany na tym terytorium. | |                              |                              |

## Single
| 2008                                                                                         | „No. 5"                  | – | –  | –  | –  | –   | Swan Songs                 |
| 2008                                                                                         | „Undead”                 | 4 | 12 | 10 | –  | 145 | Swan Songs                 |
| 2008                                                                                         | „Christmas in Hollywood” | – | –  | –  | –  | –   | Singiel bez albumu         |
| 2009                                                                                         | „Young”                  | – | 34 | 28 | –  | –   | Swan Songs                 |
| 2009                                                                                         | „Everywhere I Go”        | – | 38 | –  | –  | –   | Swan Songs                 |
| 2009                                                                                         | „This Love, This Hate”   | – | –  | –  | –  | –   | Swan Songs                 |
| 2010                                                                                         | „Black Dahlia”           | – | –  | –  | –  | –   | Swan Songs                 |
| 2010                                                                                         | „Hear Me Now”            | 1 | 20 | 9  | 23 | –   | American Tragedy           |
| 2011                                                                                         | „Been to Hell”           | 2 | –  | 30 | –  | –   | American Tragedy           |
| 2011                                                                                         | „Coming Back Down”       | – | –  | –  | –  | –   | American Tragedy           |
| 2011                                                                                         | „Comin’ in Hot”          | – | –  | –  | –  | –   | American Tragedy           |
| 2011                                                                                         | „My Town”                | – | –  | –  | –  | –   | American Tragedy           |
| 2011                                                                                         | „Bullet”                 | – | –  | –  | –  | –   | American Tragedy           |
| 2011                                                                                         | „Levitate”               | – | –  | 38 | 34 | –   | American Tragedy           |
| 2012                                                                                         | „We Are”                 | – | –  | 24 | 33 | –   | Notes from the Underground |
| 2013                                                                                         | „Dead Bite”              | – | –  | –  | 35 | –   | Notes from the Underground |
| 2013                                                                                         | „Another Way Out”        | – | –  | –  | –  | –   | Notes from the Underground |
| 2014                                                                                         | „Day of the Dead”        | – | –  | –  | 17 | –   | Day of the Dead            |
| 2015                                                                                         | „Usual Suspects”         | – | –  | –  | –  | –   | Day of the Dead            |
| 2015                                                                                         | „Gravity”                | – | –  | –  | –  | –   | Day of the Dead            |
| 2015                                                                                         | „How We Roll”            | – | –  | –  | –  | –   | Day of the Dead            |
| 2015                                                                                         | „Live Forever”           | – | –  | –  | –  | –   | Day of the Dead            |
| 2015                                                                                         | „Disease”                | – | –  | –  | –  | –   | Day of the Dead            |
| 2017                                                                                         | „California Dreaming”    | – | –  | –  | –  | –   | Five                       |
| 2017                                                                                         | „Whatever It Takes”      | – | –  | –  | –  | –   | Five                       |
| 2017                                                                                         | „Renegade”               | – | –  | –  | –  | –   | Five                       |
| 2017                                                                                         | „We Own The Night”       | – | –  | –  | –  | –   | Five                       |
| 2018                                                                                         | „Gotta Let Go”           | – | –  | –  | –  | –   | Psalms                     |
| 2018                                                                                         | „Another Level”          | – | –  | –  | –  | –   | Psalms                     |
| „–” oznacza że pozycja nie znajdowała się na liście lub nie została wydana na tym terytorium |                          |   |    |    |    |     |                            |

## Teledyski
| Rok  | Tytuł                             | Album                      | Reżyser                          | Link |
| ---- | --------------------------------- | -------------------------- | -------------------------------- | ---- |
| 2006 | „No. 5” (wersja 1)                | Singiel                    | Don Salvatore, Steven B.         |      |
| 2008 | „No. 5” (wersja 2)                | Swan Songs                 | Jonas Åkerlund                   |      |
| 2008 | „Undead”                          | Swan Songs                 | Jonas Åkerlund                   |      |
| 2009 | „Young”                           | Swan Songs                 | Kevin Kerslake                   |      |
| 2009 | „Everywhere I Go”                 | Swan Songs                 | Jordon Terrell, Spence Nicholson |      |
| 2011 | „Hear Me Now”                     | American Tragedy           | Jonas Åkerlund                   |      |
| 2011 | „Been to Hell”                    | American Tragedy           | Jeff Janke, Corey Soria          |      |
| 2011 | „Comin’ in Hot”                   | American Tragedy           | Kai Henry, Robert Corbi          |      |
| 2011 | „Levitate” (Digital Dog Club Mix) | American Tragedy: Redux    | Don Tyler                        |      |
| 2012 | „We Are”                          | Notes From The Underground | Shawn Crahan                     |      |
| 2013 | „My Town” (Nie wydany oficjalnie) | American Tragedy           | Michael Brewer                   |      |
| 2013 | „Dead Bite”                       | Notes From The Underground | Corey Soria                      |      |
| 2013 | „Dead Bite” (Dead Planets Remix)  | Singiel                    | Nieznany                         |      |
| 2015 | „Day Of The Dead”                 | Day Of The Dead            | Spence Nicholson                 |      |
| 2015 | „Usual Suspects”                  | Day Of The Dead            | Brian Cox                        |      |
| 2015 | „Gravity”                         | Day Of The Dead            | Brian Cox                        |      |
| 2017 | „California Dreaming”             | Five                       | Brian Cox                        |      |
| 2017 | „Whatever It Takes”               | Five                       | Jordon Terrell, Brian Cox        |      |
| 2017 | „Renegade”                        | Five                       | Jake Stark                       |      |
| 2017 | „We Own The Night”                | Five                       | Amber Park                       |      |
| 2017 | „Black Caddilac (feat. B-Real)”   | Five                       | Brian Cox                        |      |
| 2018 | „Gotta Let Go”                    | Singiel                    | Caleb Mallery                    |      |
| 2019 | „Already Dead”                    | New Empire Vol.1           |                                  |      |
| 2020 | „Empire”                          | New Empire Vol.1           |                                  |      |